# Калан (храм)

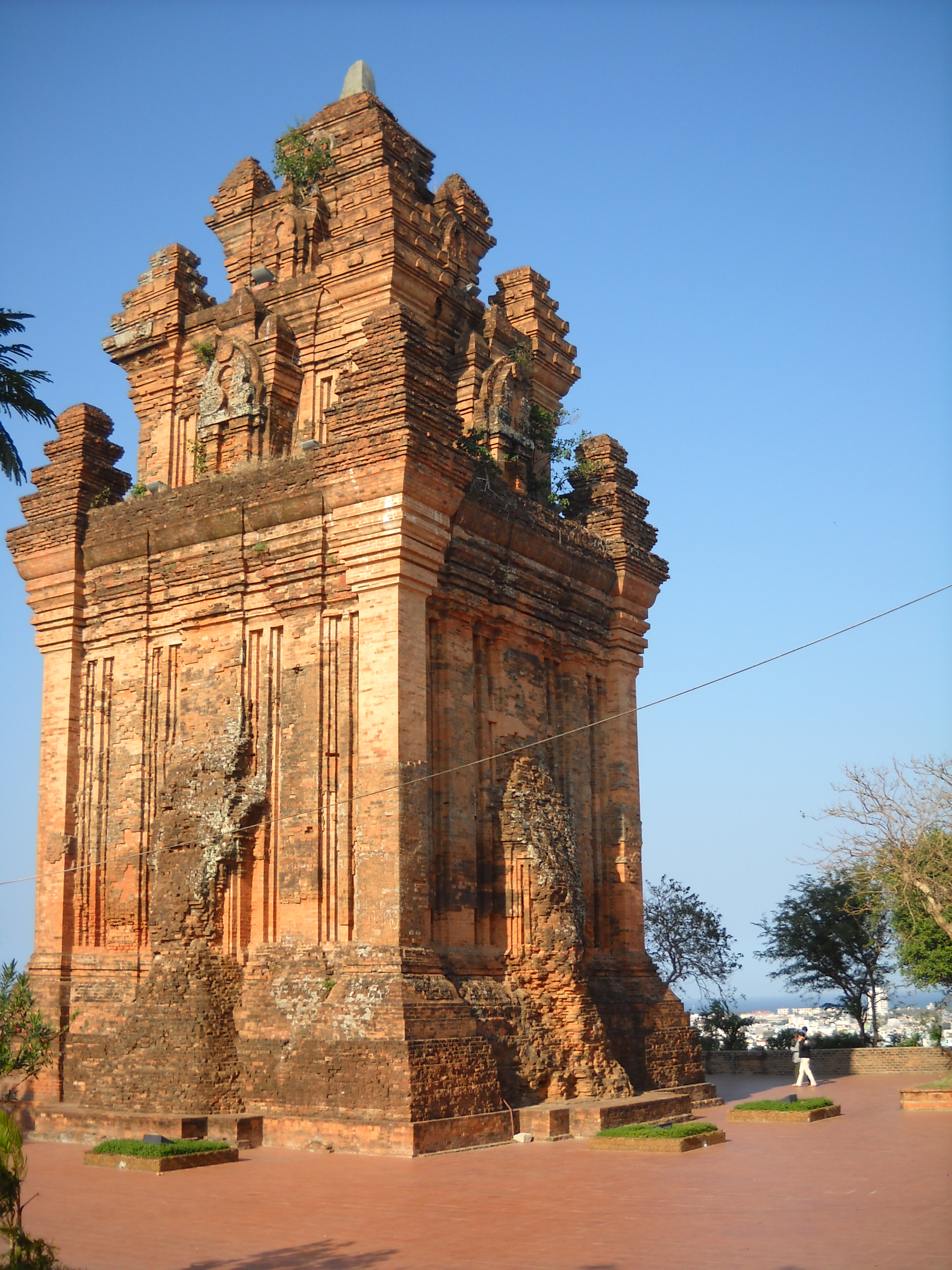
Храм Нян в Фуйене

Калан — тямский кирпичный храм башенного типа, главный в храмовом комплексе. Считаются олицетворением горы Меру, священной в индуизме и буддизме. Сохранилось 24 группы тямских строений, каждая из них имеет как минимум один калан.
Наиболее ранние сохранившиеся храмы датированы VIII веком, самые поздние возведены в XVII веке. Тямы планировали храмовые комплексы в соответствии со своими религиозными канонами: калан стоял в центре огороженного участка, куда вели особые врата, вокруг него находились второстепенные постройки. Каланы всегда кирпичные; хотя в Камбодже и на Яве, повлиявших на Тямпу, обычным для храмов материалом был камень, тямские каланы из камня никогда не строили. Вместо раствора тямы пользовались каучукосодержащим соком местного дерева, скреплявшего кирпичи очень прочно и делавшего готовое здание водонепроницаемым.
Каланы квадратные в плане, у всех у них многоуровневая сложная крыша, стены с пилястрами, покрытые сложной резьбой, и тщательно украшенные основания. Внутри калана находится небольшое святилище, где брахман проводил ритуалы кормления объекта поклонения, стоящего внутри.

## Классификация

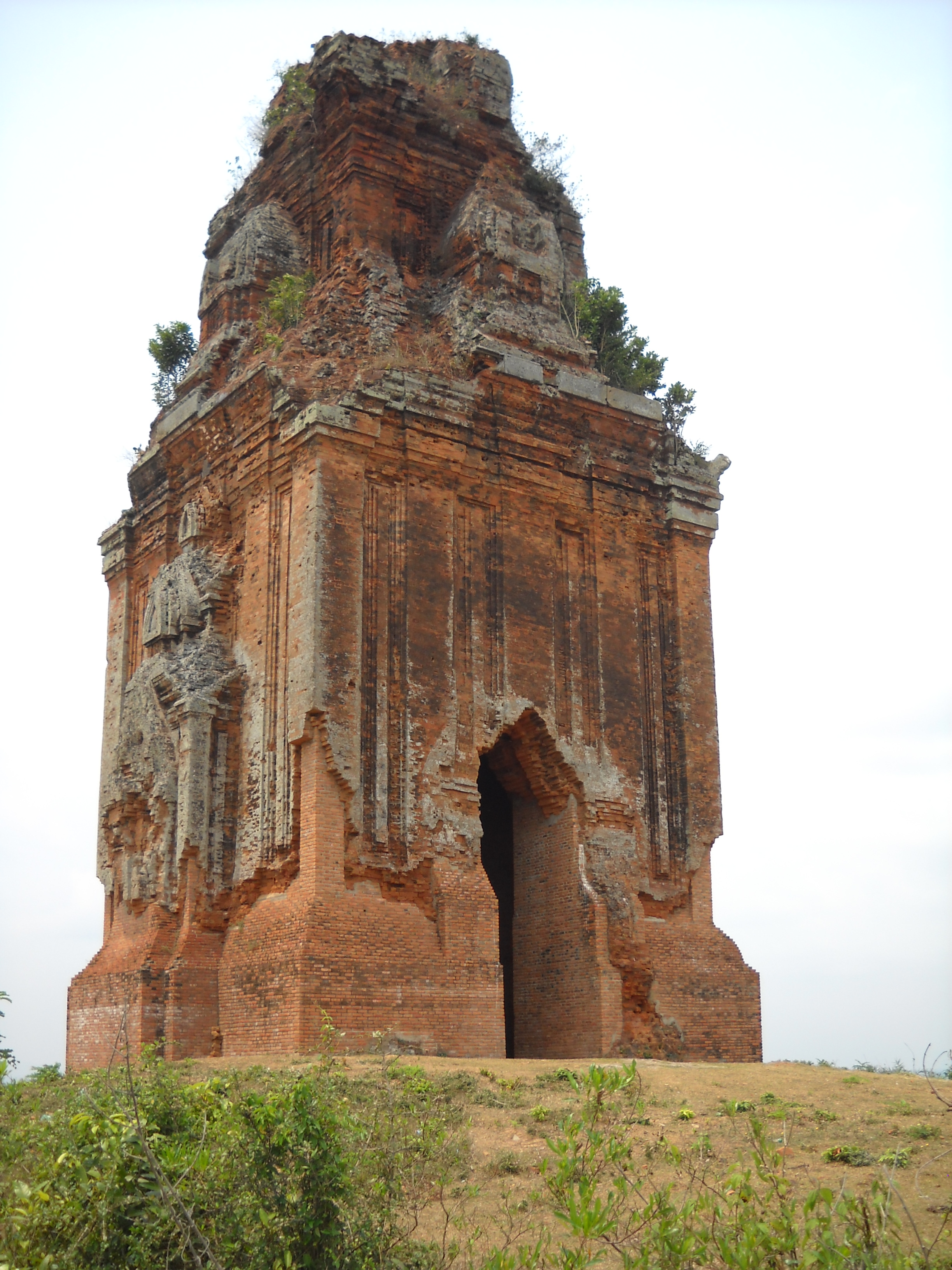
Фулок, Биньдинь

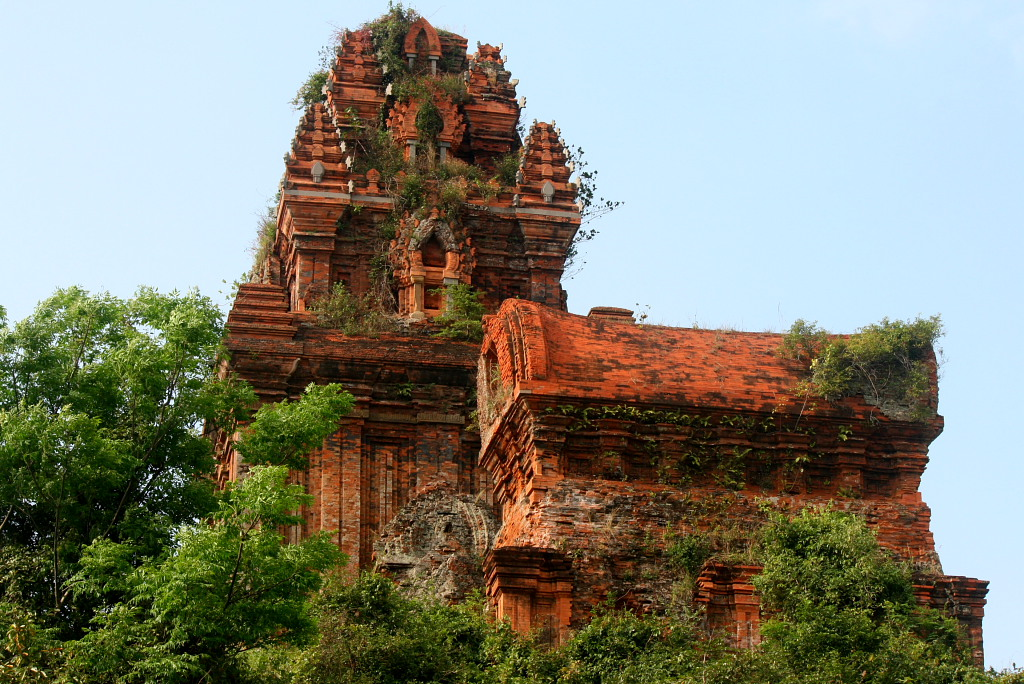
Баньит

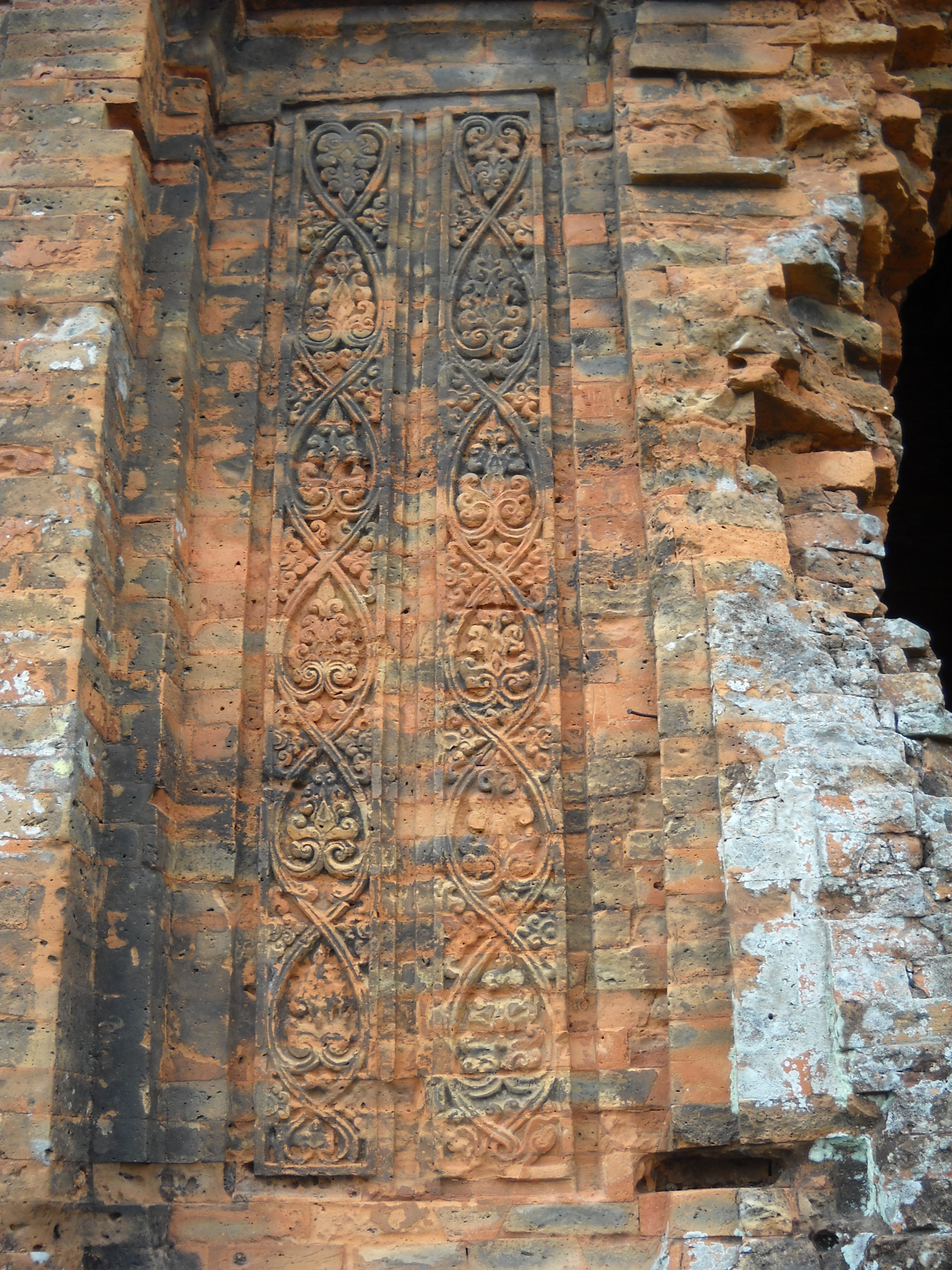
Кирпичная стена храма Баньит с резьбой

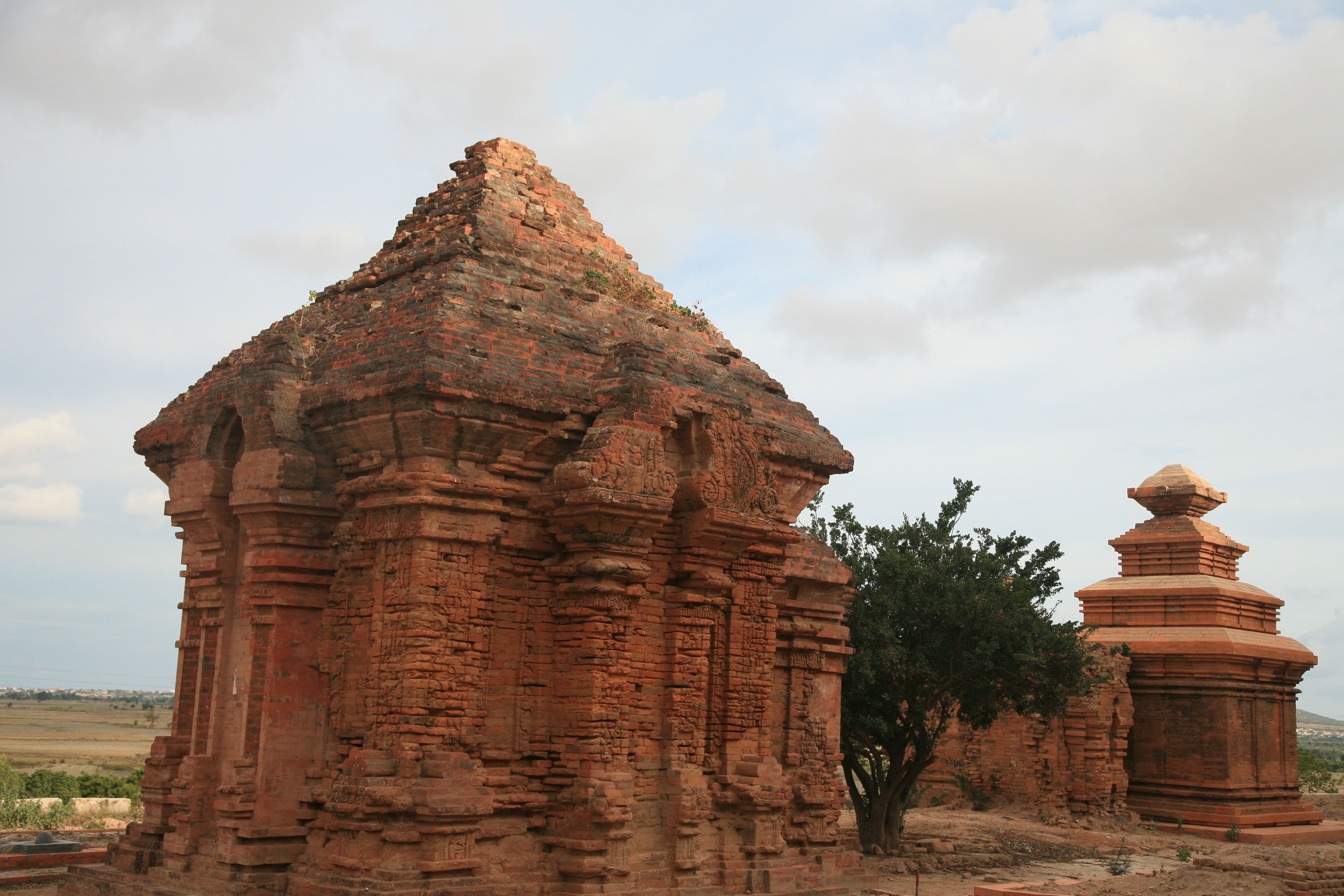
Подам

Тямская храмовая архитектура обычно разделяется на четыре основных временных периода:
- I — до конца VIII века, Мишонский храм E1 принадлежит к этому типу. Ранняя архитектура обходилась без кирпичных консолей и ложных порталов, а крыши были деревянными. В соответствии с классификацией Филиппа Стерна[фр.], этот период именуется «мишонским E1».
- II — конец VIII — середина IX века, появились консоли и ложные порталы, увеличилась высота зданий, начали ограниченно использовать песчаник. Основными источниками иностранного влияния были Бапном и Ченла. Примеры этого стиля — Посахины[вьет.], мишонские храмы A’1, A’3, F1, F3, C7. По Стерну начало IX века именуется «хоалайским стилем».
- III — середина IX — конец X века, правление династии Индрапура. Установлены отношения с Явой, не прервалось кхмерское влияние, построено много индуистских (Мишонский A1) и буддийских (Донгзыонг) религиозных зданий. Более часто используется песчаник. По Стерну конец IX века — «донгзыонгский стиль», X век — «стиль мишонского храма A1».
- IV — начало XI — конец XVI века. Тямское искусство перестало активно развиваться, однако тямы в совершенстве овладели комбинированием кирпича и песчаника; появилось несколько очень крупных строений (Зыонглонг[вьет.], Хынгтхань[вьет.]). XI век по Стерну именуется «переходным», XII—XIV века — «биньдиньским стилем», XIV—XVI века — «поздним стилем».

Японский исследователь Ютака Сигээда (яп. 重枝 豊) предложил стилистическую классификацию тямских храмов в соответствии с планом храмового комплекса: мишонский, куангнамский, биньдиньский, понагарский, фухайский, поздний. Она полезна тем, что не требует датировки: пока рядом с храмами жили тямы, они следили за их состоянием; молодой правитель после восхождения на трон зачастую ремонтировал и достраивал внешнюю часть старинных храмов, в том числе с использованием материалов, взятых из более древних строений, либо даже на фундаментах разрушенных храмов. Внутреннее убранство при этом не меняли. Всё это сильно затрудняет точную датировку храмов. Ниже в таблице приведена датировка Чан Ки Фыонга (вьет. Trần Kỳ Phương).
| Архитектурная группа  | Место                                                                 | Датировка | Другие памятники этой же группы                                                           |
| --------------------- | --------------------------------------------------------------------- | --- | ----------------------------------------------------------------------------------------- |
| Северная (О-ли, Улик) | Микхань                                                               | начало VIII в. | Фузьен (Phú Diên), Фуванг (Phú Vang), Тхыатхьен-Хюэ                                       |
| Северная (О-ли, Улик) | Хачунг (Hà Trung)                                                     | начало X в. | Зёан (Gio An), Зёлинь (Gio Linh), Куангчи                                                 |
| Северная (О-ли, Улик) | Линьтхай (Linh Thái)                                                  | XI-XIII вв. | Виньхьен, Фулок (Phú Lộc), Тхыатхьен-Хюэ                                                  |
| Северная (О-ли, Улик) | Льеукок (Liễu Cốc)                                                    | XI-XII вв. | Хыонгсюан, Хыонгча (Hương Trà), Тхыатхьен-Хюэ                                             |
| Мишон, Амаравати      | A1 A10 A13 B1 B2 B3 B4 B5 B7 C1 C2 C3 C4 C5 C6 C7 D1 E1 F1 F2 G H B14 | начало X в. ок. 875 до 875 ок. 1074—1081; ок. 1234—1235 конец XI—XII вв. до 982—983 ок. 875 до 982—983 середина X в конец VIII, конец XI в. конец XI—XII вв. середина X в. середина IX в. начало VIII в.¹ до 982—983 начало VIII в.¹ конец VIII в.¹ середина X в. ок. 1157—1158 ок. 1234—1235 середина VII | Зуйфу, Зуйсюен (Duy Xuyên), Куангнам                                                      |
| Куангнам, Амаравати   | Донгзыонг                                                             | около 875 | Биньдинь, Тхангбинь (Bình Định, Thăng Bình), Куангбинь                                    |
| Куангнам, Амаравати   | Кхыонгми                                                              | до 892; достроен в конце XI и середине XII в. | Тамсуан, Нуитхань Куангбинь                                                               |
| Куангнам, Амаравати   | Тьендан                                                               | около 1074—1081 и около 1157—1158 | Таман, Тамки, Куангбинь                                                                   |
| Куангнам, Амаравати   | Банган                                                                | около XII в. | Дьенан, Дьенбан (Điện Bàn), Куангбинь                                                     |
| Биньдинь, Виджайя     | Зыонглонг                                                             | конец XII — начало XIII века¹; до 1471 | Биньхоа, Тэйшон (Tây Sơn), Биньдинь                                                       |
| Биньдинь, Виджайя     | Хынгтхань/Дой                                                         | конец XII — начало XIII века | Донгда, Куинён (Qui Nhơn), Биньдинь                                                       |
| Биньдинь, Виджайя     | Каньтьен                                                              | конец XIII—XV века | Нёнхау, Аннён (An Nhơn), Биньдинь                                                         |
| Биньдинь, Виджайя     | Тхоклок                                                               | конец XIII—XIV века | Биньнги, Тэйшон (Tây Sơn), Биньдинь                                                       |
| Биньдинь, Виджайя     | Тхутхьен                                                              | конец XIII—XIV века | Биньнги, Тэйшон (Tây Sơn), Биньдинь                                                       |
| Биньдинь, Виджайя     | Биньлам                                                               | около 1000 | Фыокхоа, Туифыок (Tuy Phước), Биньдинь                                                    |
| Биньдинь, Виджайя     | Баньит                                                                | около 1000¹ | Фыокхьеп, Туифыок (Tuy Phước), Биньдинь                                                   |
| Понагар               | Понагар                                                               | середина X века | северо-западная башня; Сомбонг (Xóm Bóng), Нячанг, Кханьхоа                               |
| Понагар               | Понагар                                                               | середина XI века | главная башня; Сомбонг (Xóm Bóng), Нячанг, Кханьхоа                                       |
| Понагар               | Понагар                                                               | XII—XIII века | башня; Сомбонг (Xóm Bóng), Нячанг, Кханьхоа                                               |
| Понагар               | Нян                                                                   | около 1000¹ | Туихоа, Фуйен                                                                             |
| Посахины              | Фухай                                                                 | середина VIII — начало IX века | Фухай, Фантхьет, Биньтхуан                                                                |
| Посахины              | Хоалай                                                                | конец VIII — начало IX века | Танхай, Ниньхай (Ninh Hải), Ниньтхуан                                                     |
| Посахины              | Подам                                                                 | VIII век | Фонгфу, Туифонг (Tuy Phong) Биньтхуан                                                     |
| Поклонггарай          | Поклонггарай                                                          | XIII—XIV века | Довинь, Фанранг-Тхаптям, Ниньтхуан                                                        |
| Поздние строения      | Янгпронг Пороме                                                       | XIV—XV века XV—XVII¹; до XIX века | Эарок, Эашуп (Ea Súp), Даклак Хыудык (Hữu Đức), Фыокхыу, Ниньфыок (Ninh Phước), Ниньтхуан |

1: Позже достроенные здания.

## Расположение

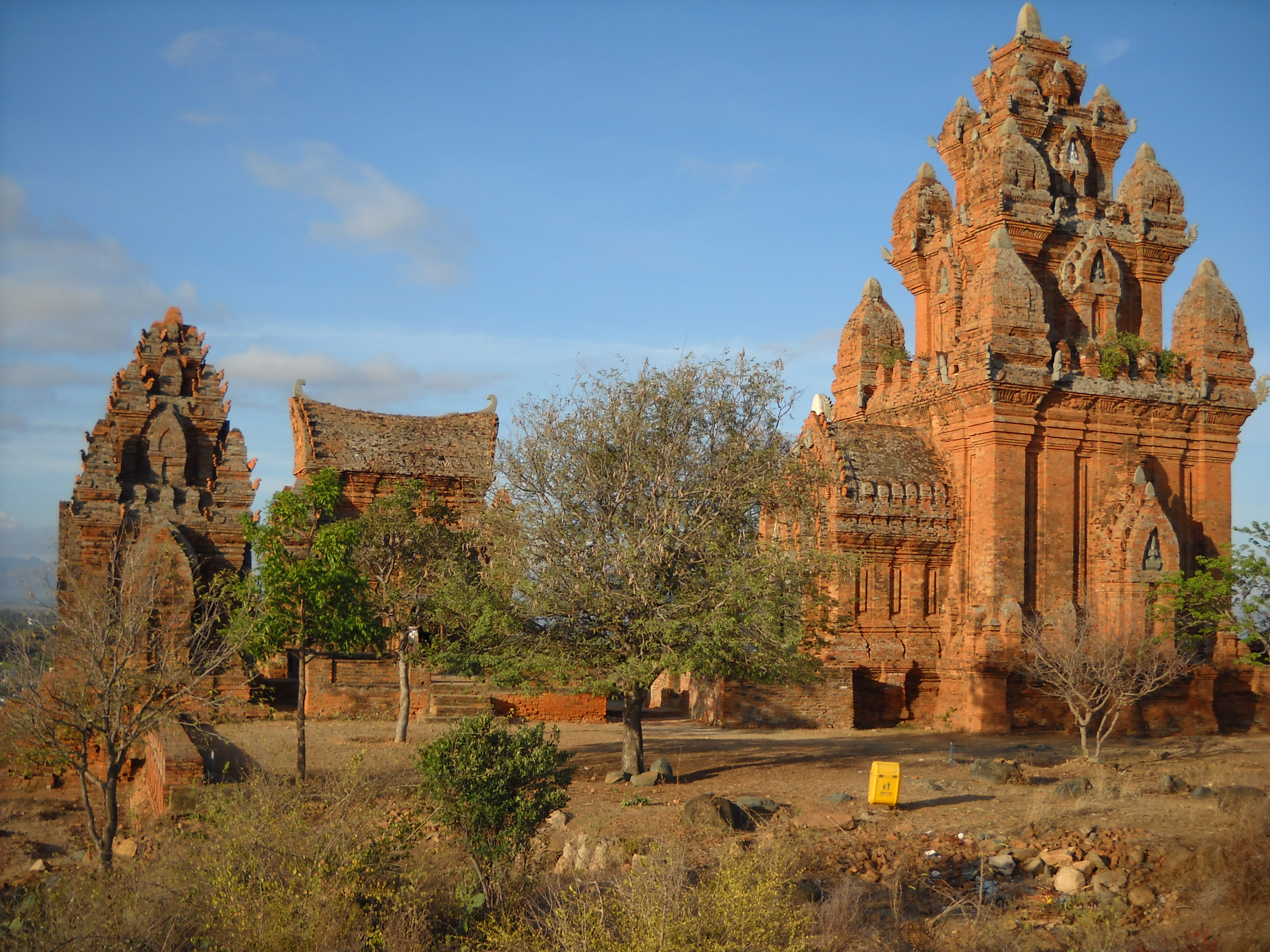
Поклонггарай, слева направо: гопура, кошагрха, мандапа и калан

Тямы строили свои храмы в долинах; на равнинах, в том числе расположенных за полноводными реками; на холмах за дельтой реки или морским проливом; отдельно стоящем на равнине холме; в горах; на побережье; в пещерах. Выбор места обычно зависел места действия индуистского мифа, связанного с божеством, которому посвящали храм. Так как во многих церемониях требуется использовать воду, часто тямские храмы строили у воды. Горы считались местом жительства богов, поэтому они зачастую находятся возле храмовых комплексов.
План тямского храмового комплекса очень прост по сравнению с кхмерским или яванским и имеет в основе квадрат. Каланы располагаются в центре комплекса и обычно смотрят входом на восток — эта сторона света ассоциировалась с восходом Солнца и богами — однако некоторые мишонские каланы смотрят на запад, а храм A1 имеет сразу два входа, один с восточной, а другой с западной стороны.
Перед каланом располагается гопура и мандапа (их порядок может меняться). Известно три вида мандап: отдельно стоящие колонны без внешних стен (Понагар, Донгзыонг), окружённые кирпичными стенами со множеством окон (Мишон) и окружённые стенами с деревянными колоннами для поддержки крыши (Поклонггарай).
Спереди и справа от каланов размещается кошагрха (санскр. कोशगृह, IAST: kośagṛha; здание с крышей в форме седла или лодки), где хранили объекты поклонения, готовили ритуальную пищу и, возможно, поддерживали священный огонь для проведения ритуалов. Дверь кошагрхи всегда открывалась на север (в направлении бога Куберы).
Калан окружали кирпичной стеной в форме квадрата, соединявшейся с гопурой, и небольшими строениями; всё это символизировало горы, окружающие священную гору Меру, а квадрат считался совершенной геометрической фигурой. За стеной размещали башни-стелы с надписями. В Мишоне в группах A и B калан окружают святилища, олицетворявшие богов или небесные тела и «защищавшие» свой калан от зла. Некоторые архитектурные группы включают три отдельно стоящих калана: Хоалай (конец VIII — середина IX века), Кхыонгми (начало X—XI век), Тьендан (конец XI — середина XII века) и Зыонглонг (XII—XIII века); предполагается, что сначала был построен один из них, а затем, спустя некоторое время, вокруг пристроили ещё два. Такие группы появлялись вплоть до XIII века и были результатом влияния кхмерской и яванской архитектурной традиции. В этом случае каланы символизируют Брахму, Шиву и Вишну; башня Шивы всегда самая высокая.

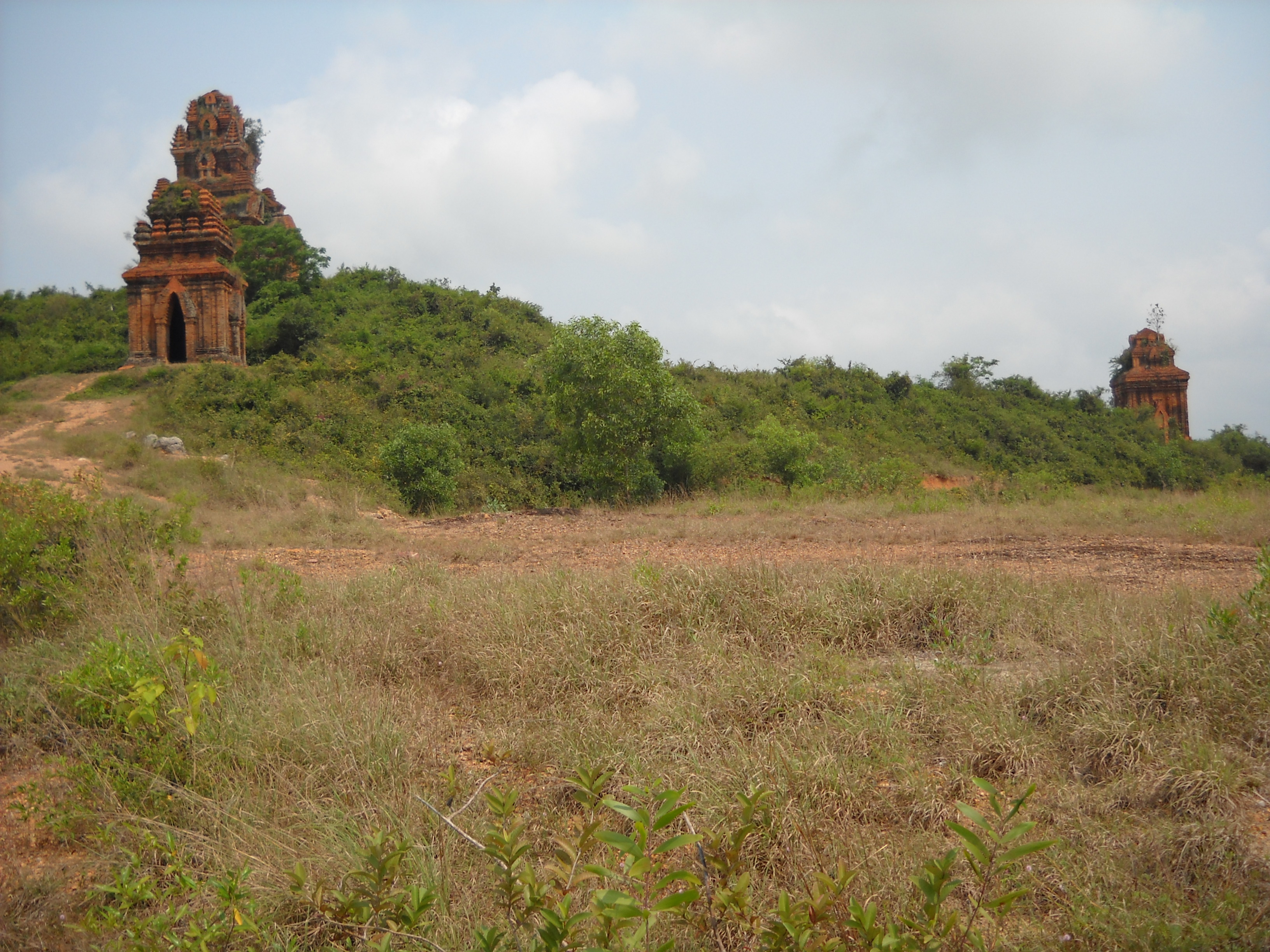
Храмы Баньит
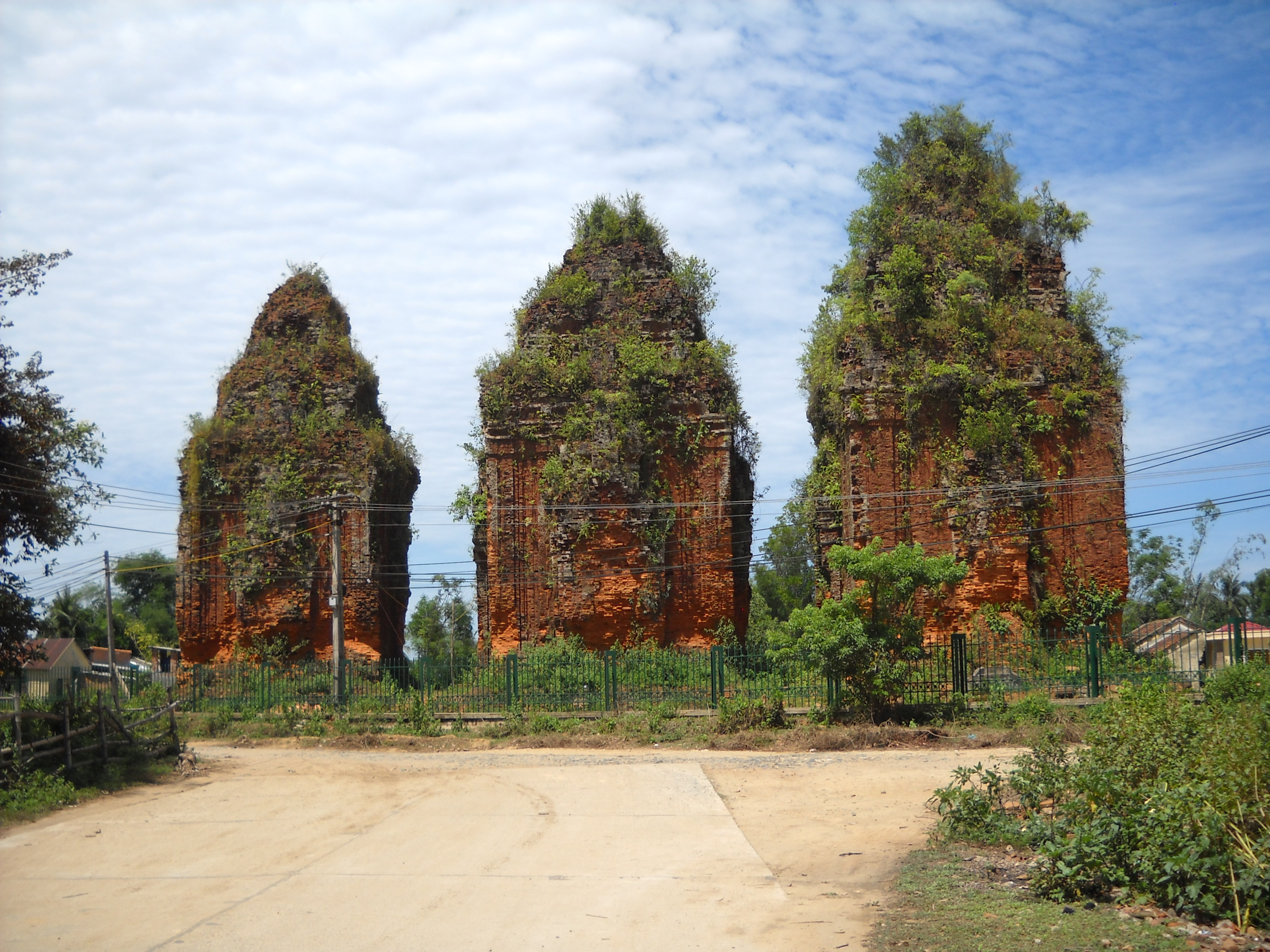
Три калана Кхыонгми
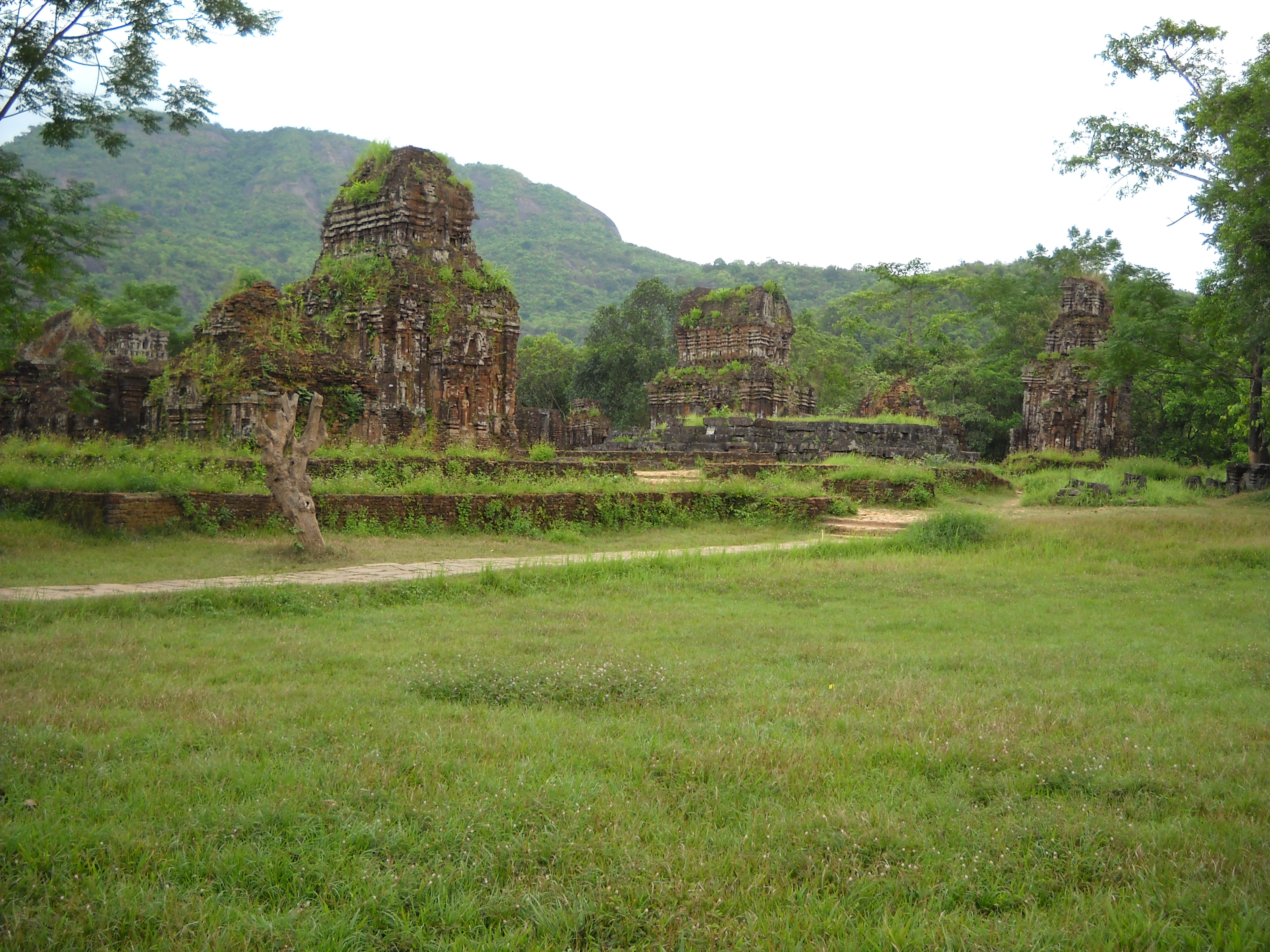
Руины групп C, B, D в Мишоне

## Экстерьер и интерьер

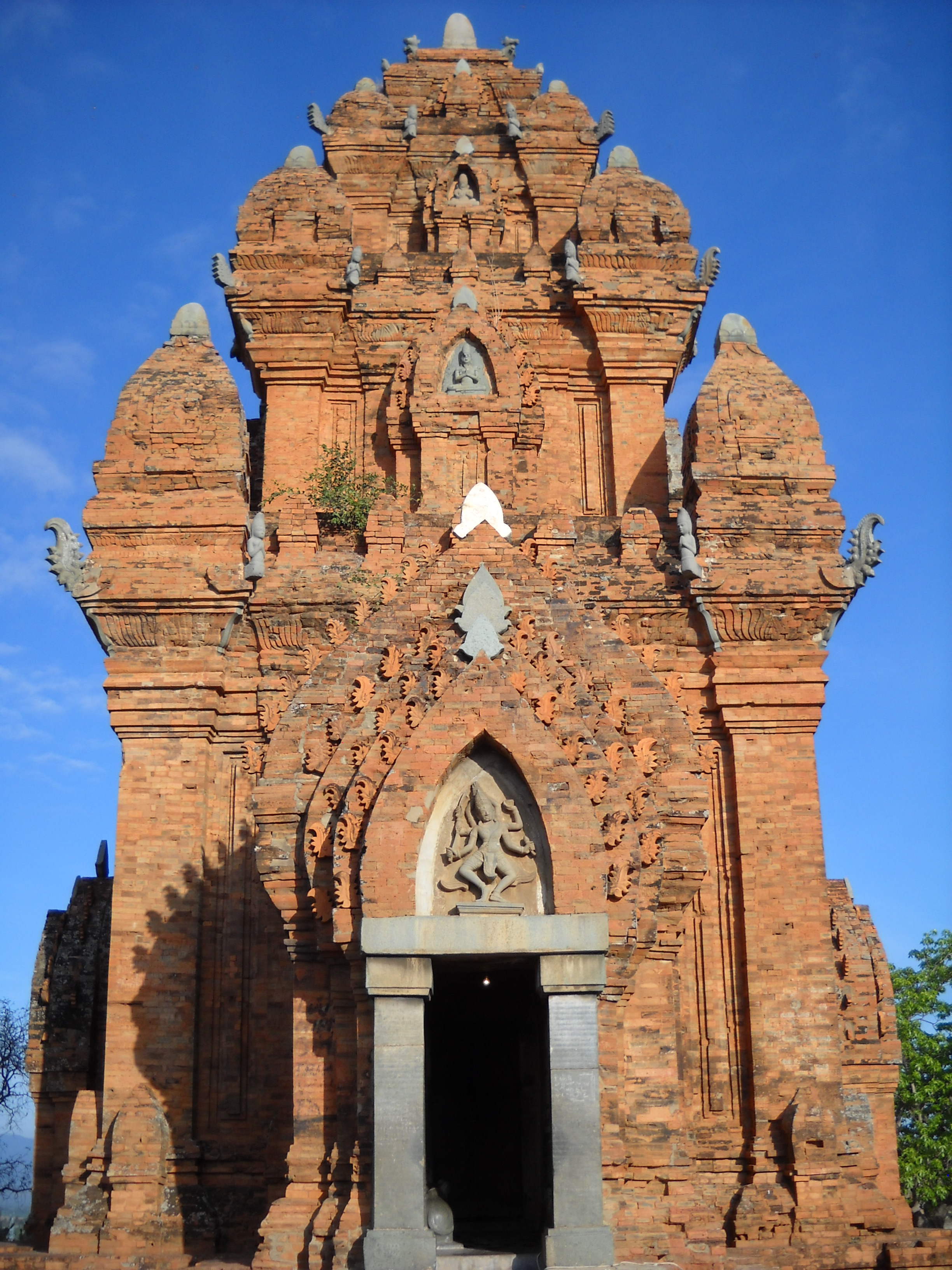
Калан Поклонггарай, начинающийся мандапой и увенчанный калашей

### Внешний вид
Все каланы квадратные в основании, все их венчает трёхуровневая кирпичная вальмовая крыша и песчаниковый флерон-калаша. Структурно они делятся на основание, символизирующее мир (санскр. भूर्लोक, IAST: bhūrloka), основное строение, которое олицетворяет духовный мир прихожан (санскр. भुवर्लोक, IAST: bhuvarloka), а также крышу (санскр. स्वर्लोक, IAST: svarloka) — обитель богов. Сложная крыша храма изображает многочисленные пики горы Меру. При этом, в отличие от индуистской архитектуры, тямские храмы не содержат изображений джамбу-двипы, на которой стоит гора Меру.
Все части храма покрывали резьбой; на основание наносили изображения травы, слонов и львов, макар, апсар и гандхарвов. На стенах храма находится несколько пилястр, обычно пять; на трёх стенах из четырёх располагается ложный портал с тонкой резьбой и тимпаном, а перед самой большой ложным порталом помещали торану. На карнизах храма изображали апсар и макар, либо священное пламя, а в углах помещали миниатюрные каланы, по-видимому символизирующие бесконечный цикл смены эпох.
Крыша у всех каланов трёхуровневая, каждый уровень изображает отдельный храм с пилястрами и другими архитектурными элементами «большого» калана. Верхняя часть крыши украшена изображениями 33 индуистских богов, а каждый угол карниза каждого уровня — небольшим каланом. Венец храма состоит из нижней части, амалаки, и навершия-калаши. Калаша изображает священную для индуистов гору Кайлас, она имеет форму цветка лотоса, снизу украшена изображениями листьев, а сверху представляет собой столб-юпу (символизирующий правителя и его семью). Тямы никогда не создавали статуй гневающихся божеств, в их храмах нет ни Кали, ни Бхайравы. Изображения слонов, змей и обезьян у тямов отличались реалистичностью, в то время как львов, которых на тямских землях никогда не водилось, изображали «примерно».

### Внутреннее убранство

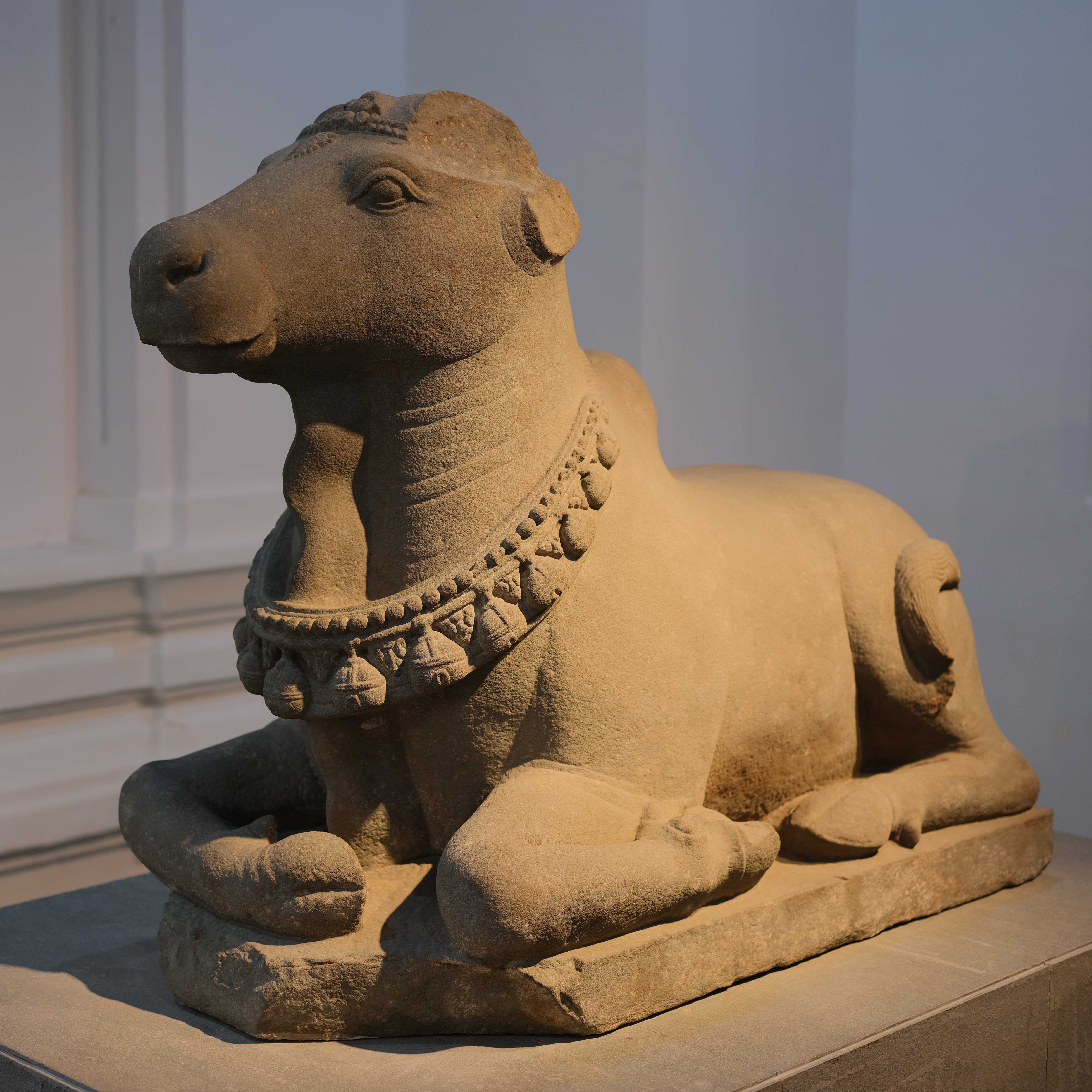
Нандин

Чтобы попасть внутрь тямского храма, нужно было подняться по ступенькам, перед которыми находился круглый «лунный камень» с изображением лотоса. Ступени кончались у декоративного дверного проёма с тимпаном; непосредственно перед проёмом помещали две декоративные колонны.
В центре калана расположено небольшое святилище, гарбхагрха (санскр. गर्भगृह, IAST: garbhagṛha). Двери, ведущие в святилище, изготавливали из железного дерева. На песчаник дверных проёмов наносили тонкую резьбу, изображения и надписи. В святилище на алтаре на небольшом пьедестале (санскр. स्नानद्रोणी, IAST: snānadroṇī) располагался объект поклонения: йони и лингам, либо статуя божества; под ним в некоторых храмах имеется дренажная труба, отводящая воду, которой их поливают в ходе церемоний. Слева у выхода помещали скульптуру быка Нандина, которая смотрит в сторону объекта поклонения. Также в стенах святилищ находятся небольшие миндалевидные ниши для ламп.
Внутренняя часть святилища была небольшой и тёмной ввиду отсутствия окон. Заходить в гарбхагрху мог только священник-брахман, он совершал ритуал поклонения божеству либо йони или лингаму, называемый пуджа (санскр. पूजा, IAST: pūjā), выполняемый в соответствии с шастрами. Объект поклонения поливали водой или молоком, которое вытекало через сливное отверстие в пьедестале через жёлоб в северной стене (санскр. सोमसूत्र, IAST: soma-sūtra) наружу. Прихожане считали использованную жидкость священной и собирали её из жёлоба.

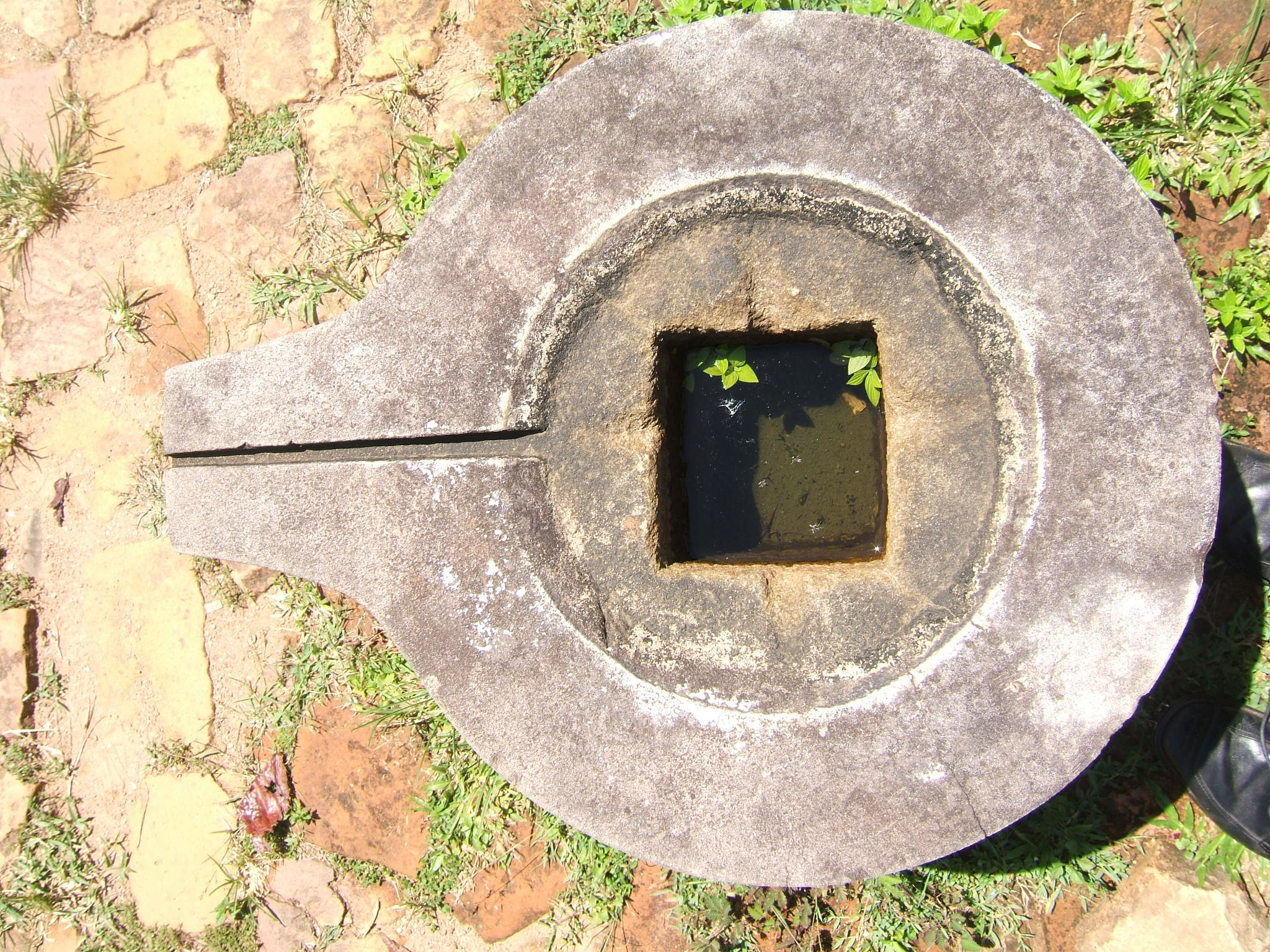
Йони из Мишона
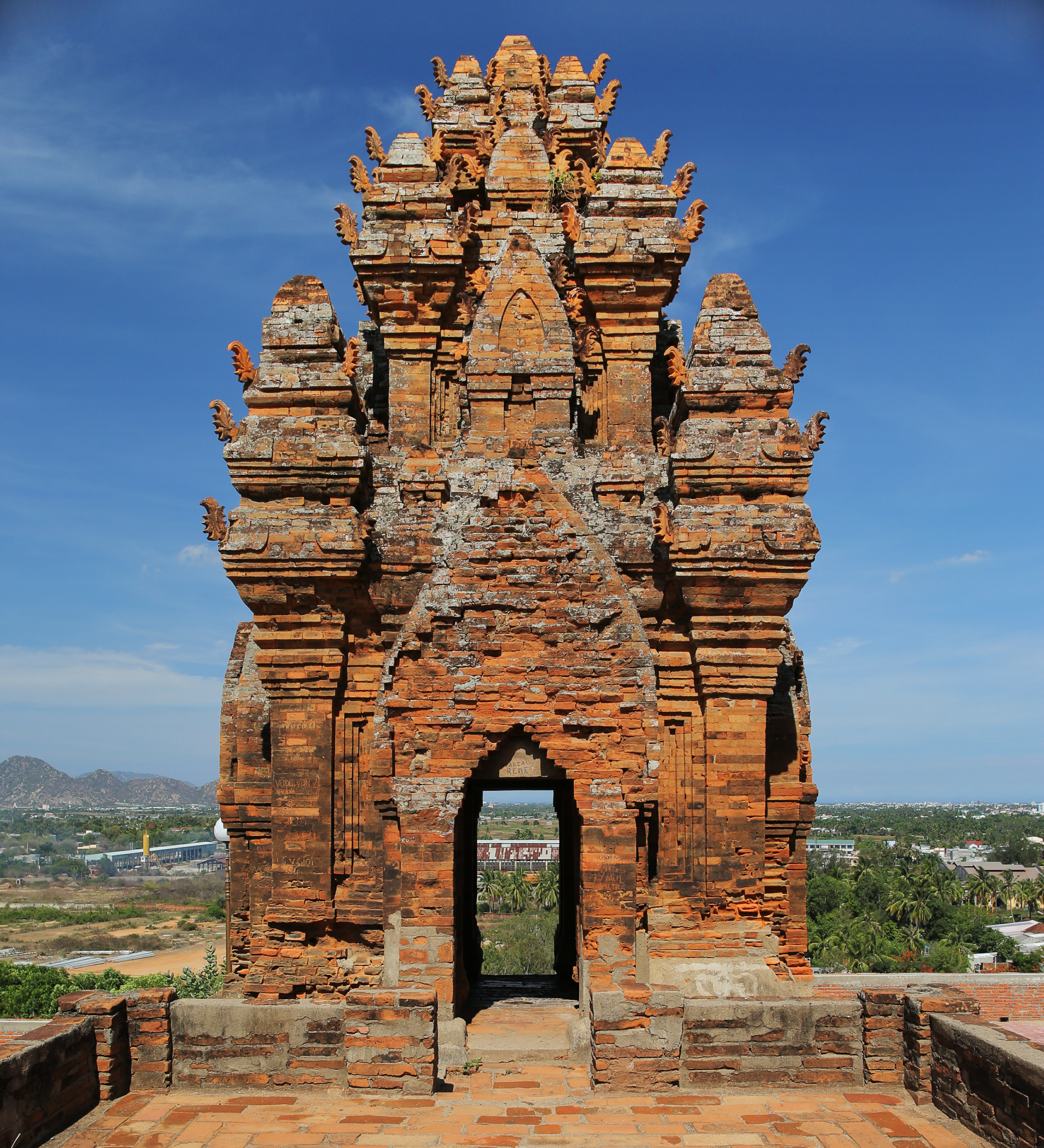
Гопура в Поклонггарае
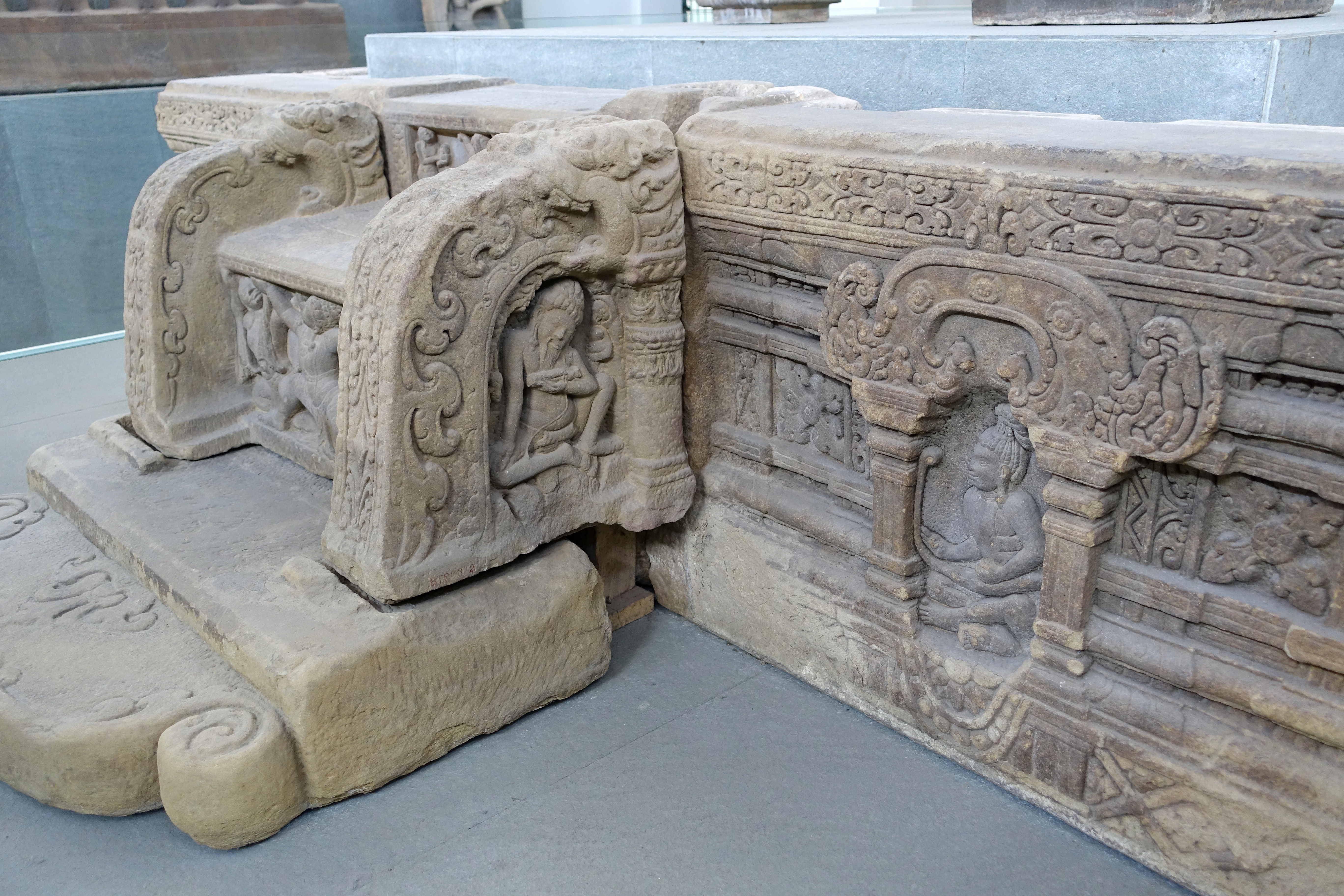
Лунный камень и ступени мишонского храма E1

## Строительство

### Кирпичная и каменная кладка

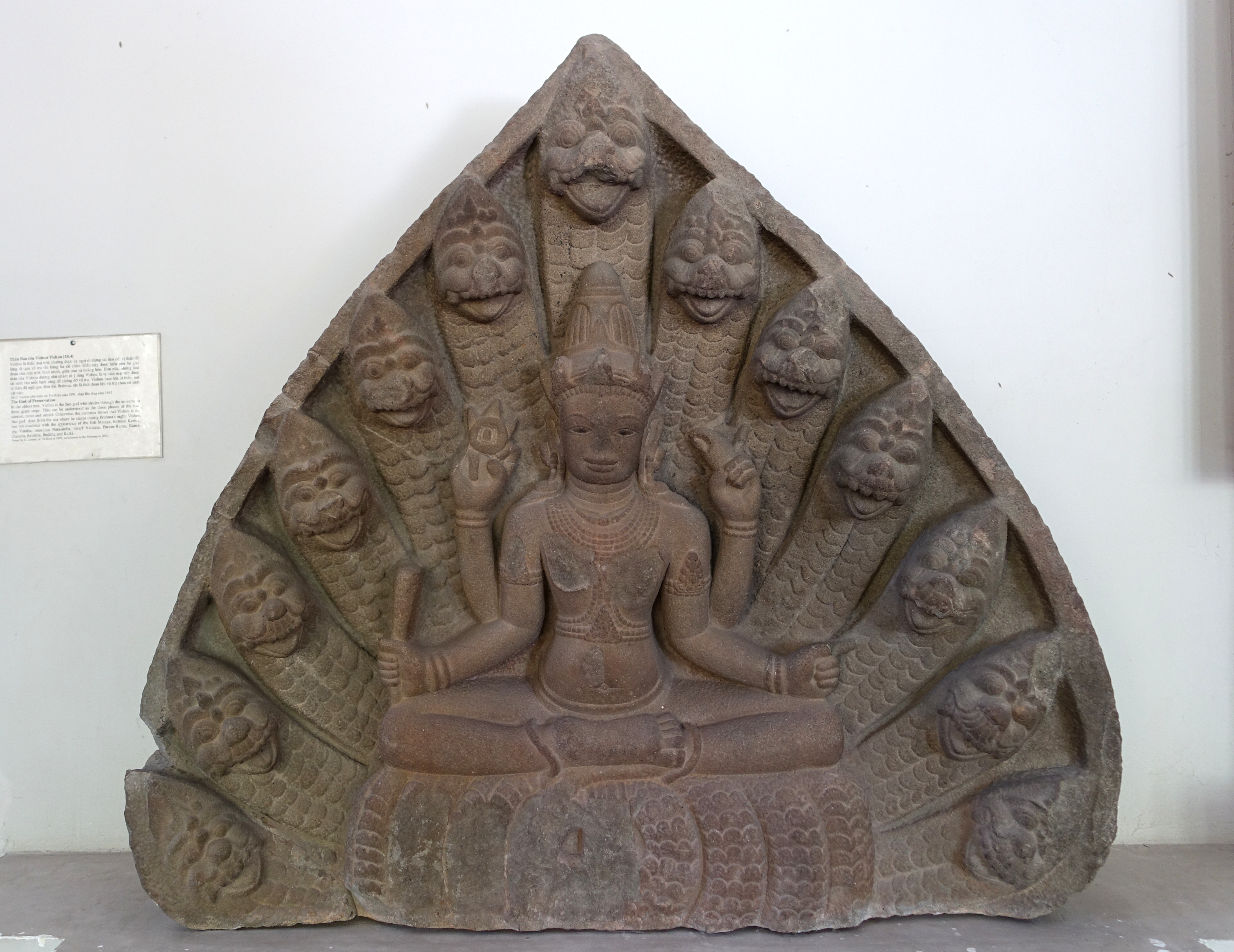
Тимпан из Чакьеу

Фундамент храма закладывали в неглубокий котлован, устланный кирпичами и укреплённый по краям латеритом. Кирпичи и латерит укладывали так, чтобы их верхний слой лежал вровень с землёй.
Тямы выполняли превосходную кирпичную кладку, она считается наиболее совершенной в Юго-Восточной Азии. Сорокадвухметровые храмы Зыонглонга — самые высокие в Юго-Восточной Азии индуистские кирпичные строения. Каланы полностью строили из обожжённого кирпича, за исключением дверных проёмов, которые были каменными — это характерная особенность именно тямских храмов. Кхмеры и яванцы строили свои храмы из камня, тямы этого никогда не делали, так как их общество для пропитания полагалось не на сельское хозяйство, а на торговлю, так что многие тямы проводили много времени вне дома и не могли работать на стройках, организованных правителем. Кирпичные храмы к тому же легче возводить, для производства кирпича нужно намного меньше людей, чем для добычи и доставки камня из каменоломни.
В Мишоне сохранились песчаниковые дверные косяки, помещаемые у входа в переднюю храма. Над дверным косяком помещали выполненный из того же материала овальный тимпан, изображающий божество, которому поклоняются в данном калане. Весь песчаник красили киноварной краской, чтобы он не выделялся на фоне кирпича. Также частично песчаниковым или облицованным песчаником было основание каланов, построенных после X века.
Методика строительства каланов повторяет таковую у индийских культовых сооружений: кладка образует консоли, на которые опирается крыша и тимпаны. Стены клали тычком, ставя рядом два или три вертикальных изолированных слоя кладки, которые соединялись зубчатым зацеплением.
Обжиг большинства кирпичей производили при относительно невысокой температуре, не превышавшей 850 °C, однако несмотря на это кладка очень прочна: даже у храма, сильно разрушенного эрозией, вытащить кирпич из стены непросто. Обычный размер кирпичей — 30 × 20 × 10 см. Раствор для кладки состоял из сока дерева Dipterocarpus alatus, дававшего кладке значительный запас прочности. Кирпичи плотно притирали друг к другу почти насухую, так что отслаивающаяся от них кирпичная пыль не превращалась в грязь. Тем же соком храм покрывали сверху донизу после окончания работы резчиков: застывший сок образовывал водонепроницаемую плёнку на поверхности. Резчики наносили орнаменты прямо на кирпичи. Тямская кладка крайне плотная, зазор между кирпичами зачастую невозможно найти, благодаря чему готовое здание становилось полностью водонепроницаемым ещё до нанесения слоя сока сверху.

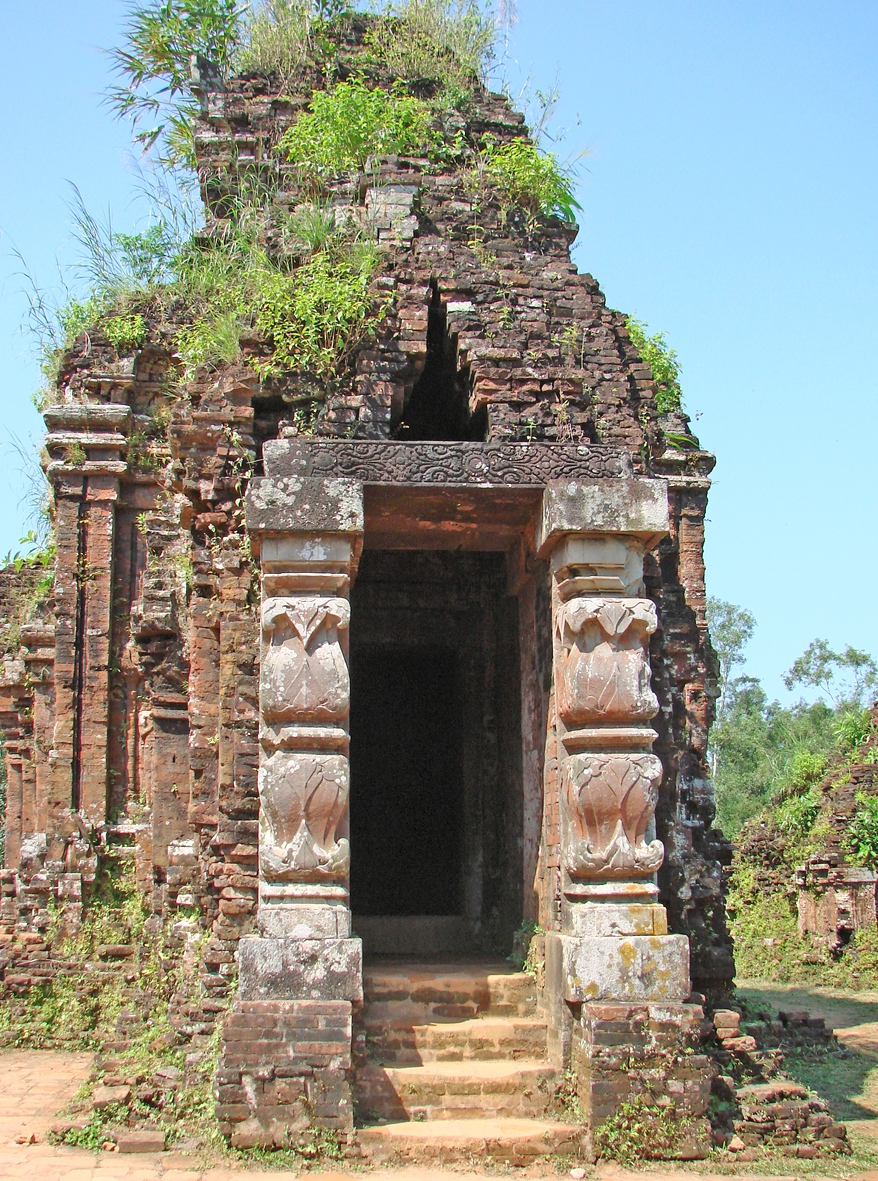
Песчаниковый дверной косяк храма C2 в Мишоне
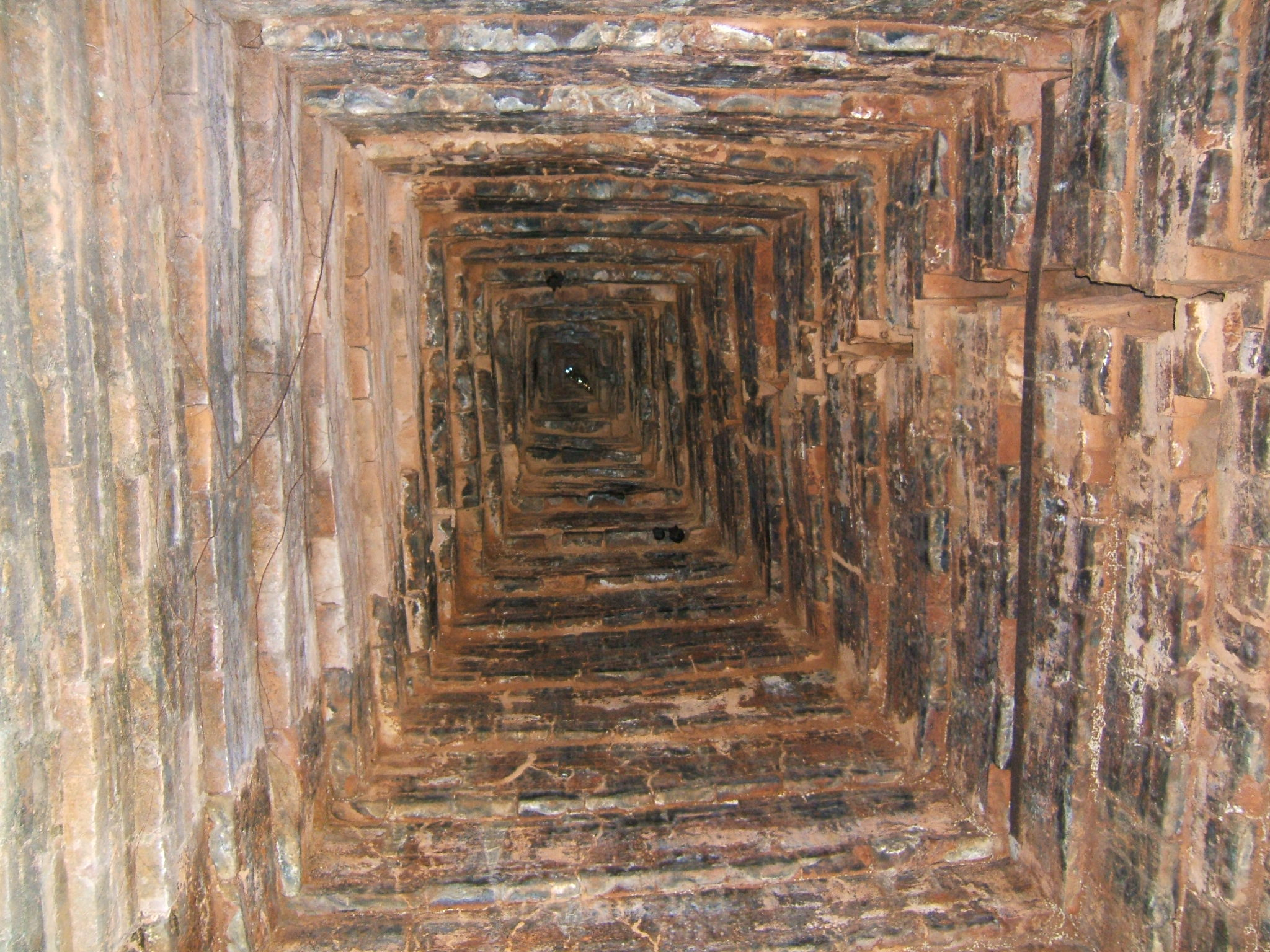
Консоли внутри тямской башни (взгляд вверх)
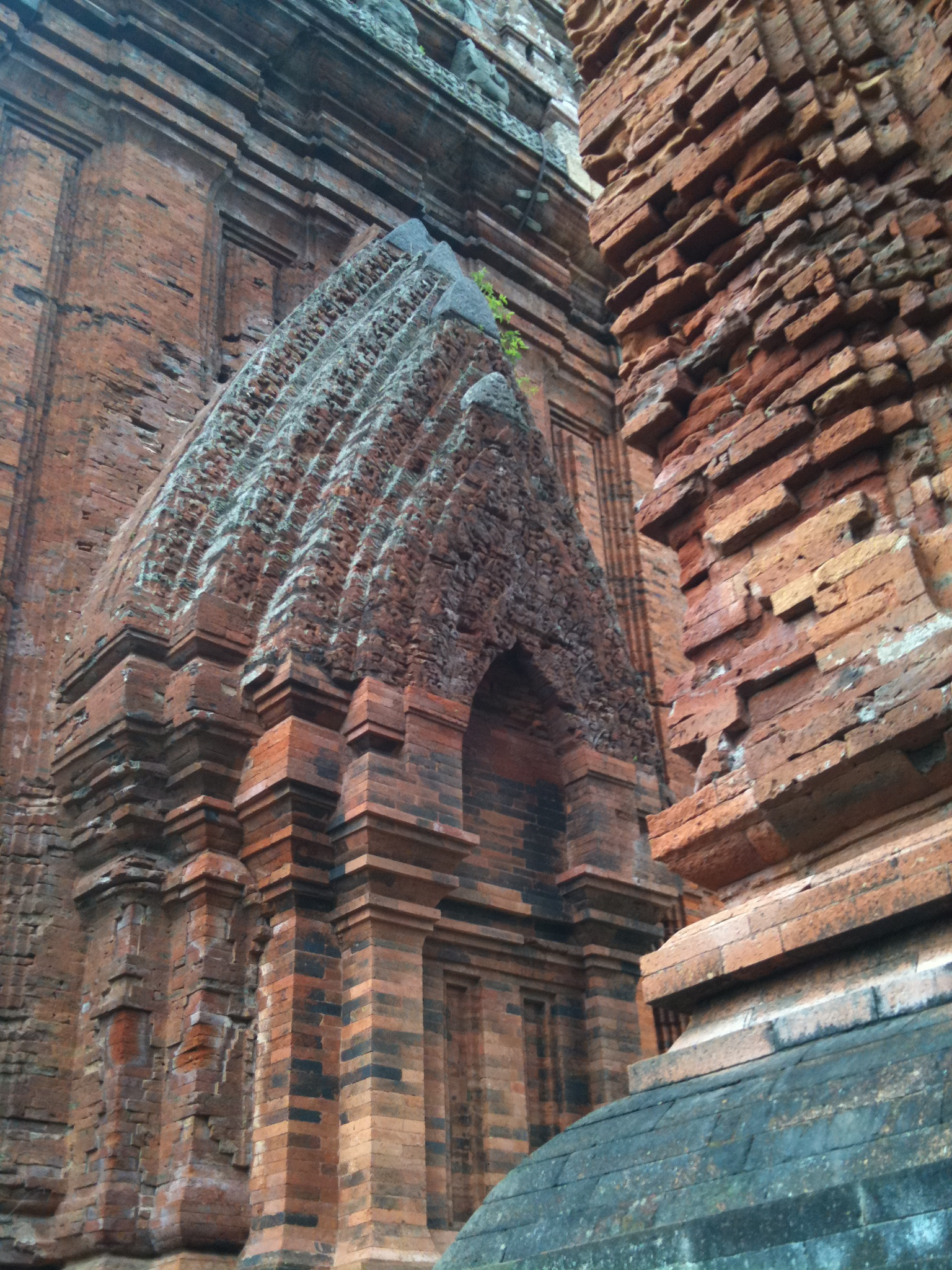
Стена Хынгтханя[вьет.] с ложным порталом